# Love Rainbow
«Love Rainbow» (estilizado como Løve Rainbow) es el trigésimo segundo sencillo de la boy band japonesa Arashi. Fue lanzado el 8 de septiembre de 2010 bajo la discográfica J Storm. «Love Rainbow» fue utilizado como tema musical para el drama "Natsu no Koi wa Nijiiro ni Kagayaku", de Jun Matsumoto.

## Información del sencillo
El sencillo fue lanzado en dos ediciones diferentes. Una edición limitada y una edición regular. La edición limitada contiene el vídeo promocional de la canción principal. Mientras que la edición regular contiene todos los karaokes originales.

## Lista de pistas
| Edición Regular CD |                                   |          |  |
| N.º                | Título                            | Duración |  |
| 1.                 | «Løve Rainbow»                    | 4:42     |  |
| 2.                 | «over»                            | 4:58     |  |
| 3.                 | «Løve Rainbow (Original Karaoke)» | 4:42     |  |
| 4.                 | «over (Original Karaoke)»         | 4:54     |  |

| Edición Limitada CD |                |          |  |
| N.º                 | Título         | Duración |  |
| 1.                  | «Løve Rainbow» | 4:42     |  |
| 2.                  | «over»         | 4:54     |  |

| Edición Limitada DVD |                                    |          |  |
| N.º                  | Título                             | Duración |  |
| 1.                   | «Løve Rainbow (Music Clip)»        |          |  |
| 2.                   | «Løve Rainbow (Music Clip Making)» |          |  |

## Listas y certificaciones
| Lista (2010)                      | Máxima posición | Ventas  |
| --------------------------------- | --------------- | ------- |
| Japan Oricon Daily Singles Chart  | 1               | -       |
| Japan Oricon Weekly Singles Chart | 1               | 528 844 |
| Japan Oricon Yearly Singles Chart | 7               | 620 057 |

| País  | Proveedor | Ventas  | Certificación   |
| ----- | --------- | ------- | --------------- |
| Japón | RIAJ      | 620 057 | Double Platinum |